# 도화진
도화진은 대한민국의 가수이다.

## 수상
- 2006년 한국연예인대상 신인가수상
- 2005년 한국연예인대상 효행상
- 2003년 경기방송 노래자랑 최우수상
- 1987년 전국노래자랑 은상 수상
- 1979년 포천시 노래자랑 대상 수상

## 데뷔
- 2005년 1집 앨범 '이것봐요'

## 음반
- 2011년 난 너 뿐이야
- 2007년 자기와 함께 차차차
- 2005년 이것봐요